# 2350 von Lüde
A 2350 von Lüde (ideiglenes jelöléssel 1938 CG) a Naprendszer kisbolygóövében található aszteroida. Alfred Bohrmann fedezte fel 1938. február 6-án, Heidelbergben.